# Impatiens serrata
Impatiens serrata är en balsaminväxtart som beskrevs av George Bentham. Impatiens serrata ingår i släktet balsaminer, och familjen balsaminväxter. Inga underarter finns listade i Catalogue of Life.